# 농발거미
농발거미는 한국과 일본, 중국, 미국 등지에 서식하는 농발거미과의 거미로, 몸 길이 2~3cm, 전체 길이 10cm가 넘는 큰 거미이며 이 경이로운 기록은 대부분 다리길이에서 나온다. 한국산으로는 초대형 거미로 배갑은 회갈색이고 뒷부분에 황색 띠무늬가 있고, 양쪽 가장자리에 황색의 줄무늬가 있다. 사람에게 피해를 주지 않으며 독성도 약하다.
옥내성 거미로 집 안에 살며 어두운 곳을 좋아하고 바퀴벌레의 천적이다. 동작이 빠르며 잘 뛰어다니는 특징이 있다. 일반적으로 게와 비슷하게 앞쪽으로 길게 구부러진 다리의 형태로 다른 거미와 구별된다. 몸 전체적으로 털이 많다. 수명은 보통 3년 이상으로 길다. 대한민국 발견 빈도가 매우 희소한 초대형종으로 옥내 대형 해충의 중요 천적이다.
한반도 남부에 서식한다고 알려져 있었으나, 국립 생물 자원관의 국가적색목록 평가 결과 지역절멸(RE) 상태이다. 근래에 들어서는 중국이나 일본, 미국의 플로리다, 하와이 등 원산지가 아닌 지역에서도 발견되고 있다.
한때 별농발거미와 한국농발거미는 농발거미속(Heteropoda의 종으로 취급되었으나, 이제는 농발거미속이 아닌 별농발거미속 (Sinopoda)에 포함된 종이다.

## 사진

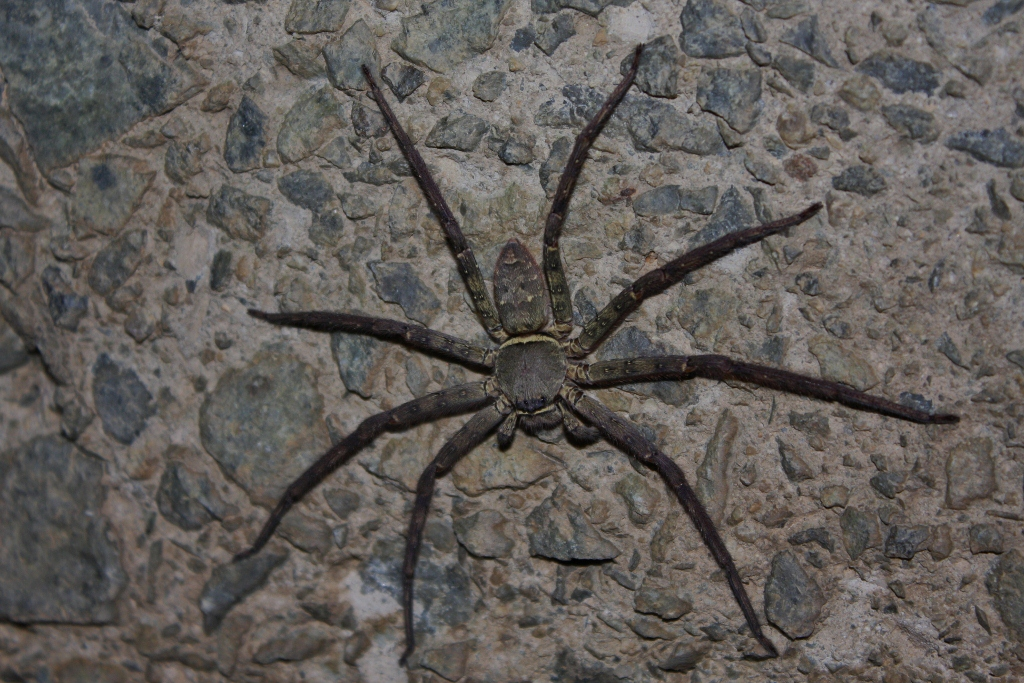
농발거미 암컷
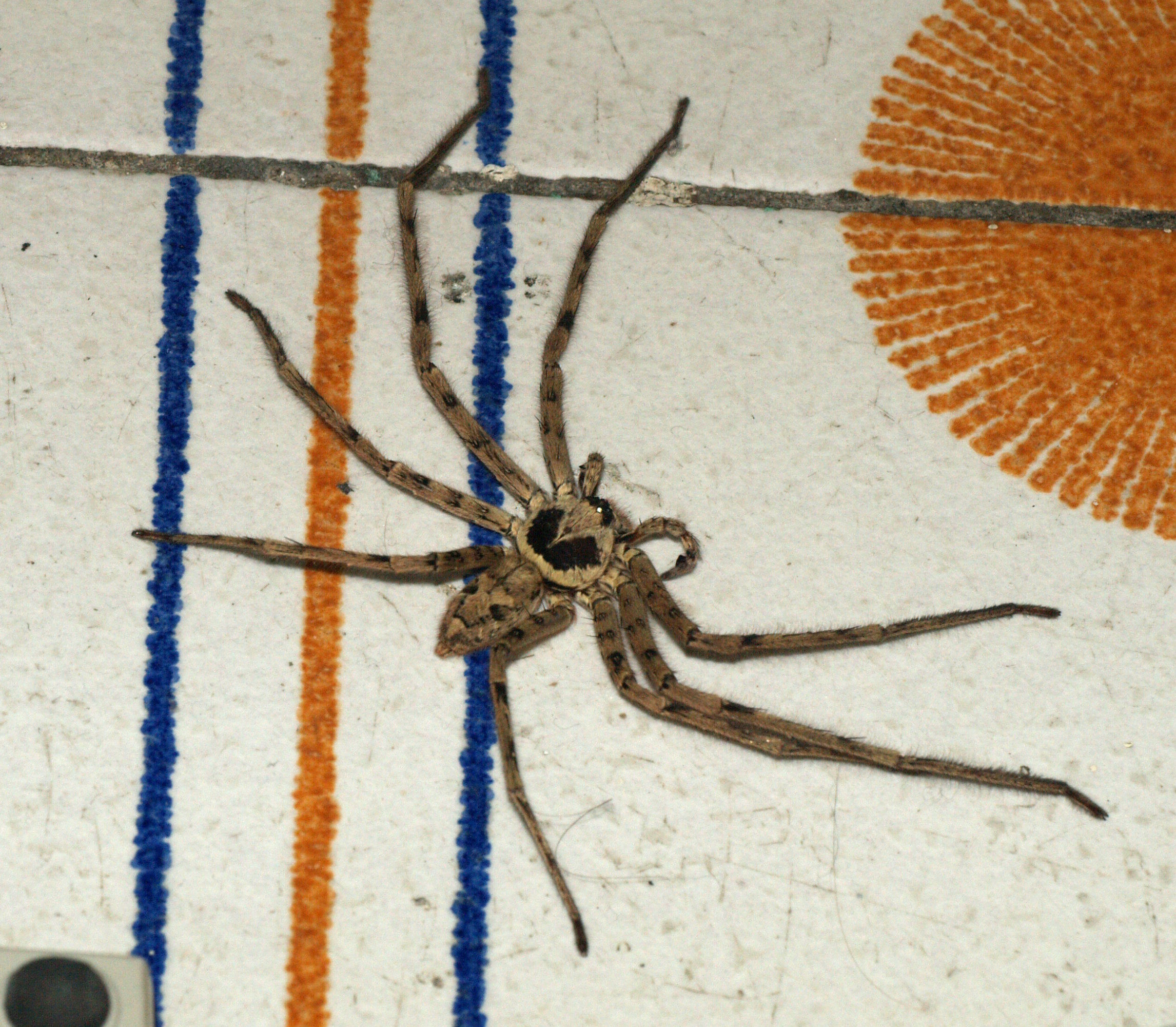
농발거미 수컷
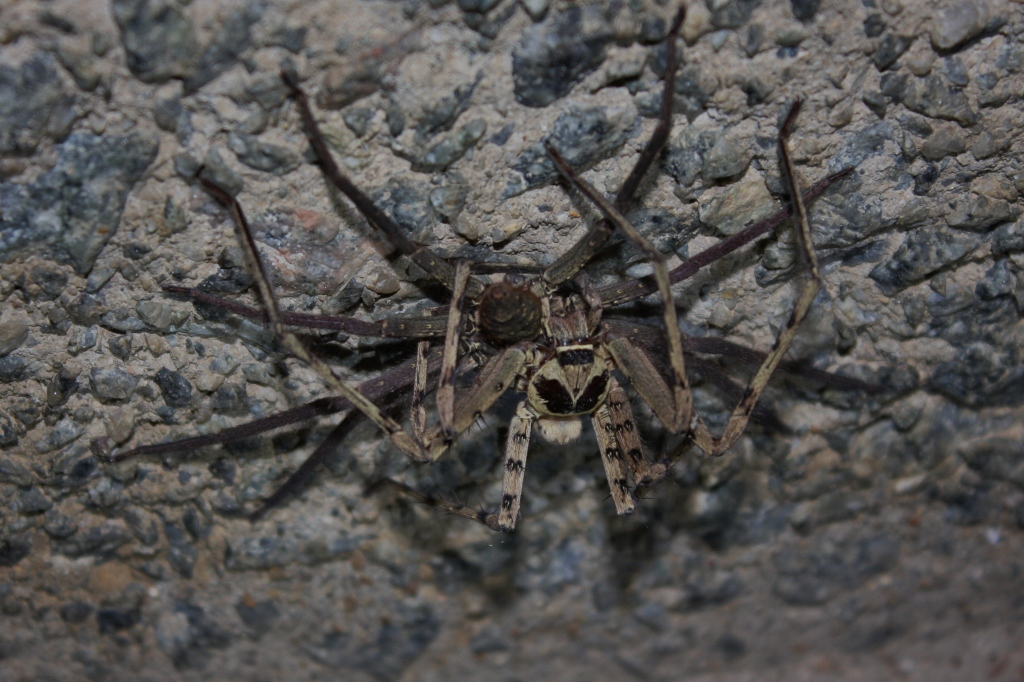
짝짓기

## 같이 보기
- 별농발거미
- 한국농발거미